# Серце Марії
Непоро́чне Се́рце Пресвято́ї Ді́ви Марі́ї — релігійний культ у католицькій церкві. Вшанування серця Марії з Назарету, матері Ісуса Христа, як символа материнської любові до кожної людини.
Свя́то Се́рця Марі́ї, свято Непорочного Серця Пресвятої Діви Марії — в католицькій церкві — свято, присвячене шануванню Непорочного Серця Богородиці. Відзначається в суботу, на наступний день після Свята Серця Ісуса, на дев'ятий день після Свята Тіла і Крові Христових і на тринадцятий день після Дня Святої Трійці. Серце Марії є символом любові Богородиці до людей, а також милосердя і співчуття до людей, за порятунок якого вона невпинно молиться.
Шанування Серця Марії, як символу любові до людей, виникло в Середньовіччі.
Свято Серця Марії було внесено до календаря деяких французьких єпархій в 1648 та в 1799 роках папа Пій VI офіційно затвердив це свято. Остаточно в церковний календар свято було внесене до 1855 року.